# Witali Li
Witali Li (russisch Вита́лий Алекса́ндрович Ли; * 13. März 1994 in Sätbajew, Kasachstan) ist ein kasachischer Fußballspieler, der seit 2017 bei Ordabassy Schymkent in der Premjer-Liga unter Vertrag steht.

## Karriere

### Verein
Li ist koreanischer Abstammung und begann seine Fußballkarriere beim FK Kasachmys Satpajew in seiner Heimatstadt Sätbajew. Für den Verein absolvierte er in der Ersten Liga insgesamt elf Spiele. Nachdem sich der Verein am 25. Mai 2011 wegen finanziellen Schwierigkeiten vom Spielbetrieb zurückzog, wechselte Li zur Saison 2012 zum Erstligisten Schachtjor Qaraghandy. Sein erstes Premjer-Liga-Spiel für Schachtjor absolvierte Li am 12. August 2012 gegen Oqschetpes Kökschetau (4:0), als er in der 85. Minute für Schambyl Kukejew eingewechselt wurde. Am Ende der Saison konnte Schachtjor mit nur sieben Niederlagen den zweiten Meistertitel gewinnen.
Nachdem Li in der Saison 2013 nur einmal im März für Schachtjor auf dem Platz stand, wurde er im Juni 2013 bis Jahresende an den Ligakonkurrenten Qairat Almaty ausgeliehen, bei dem er sofort als Stammspieler eingesetzt wurde. Sein erstes Spiel für Almaty absolvierte er am 23. Juni 2013 gegen Aqschajyq Oral; das Spiel endete mit einem 0:0-Unentschieden. Sein erstes Profi-Tor erzielte er am 6. Juli 2013 im Spiel gegen Wostok Öskemen (1:1), durch das er eine Niederlage für Almaty in der 79. Minute verhinderte. Insgesamt konnte er in dieser Spielzeit vier Tore erzielen.
Nach dem Leihende kehrte Li zu Schachtjor zurück, wurde im Februar 2014 aber sofort wieder an den FK Astana verliehen. Hier war er aber lediglich Ersatzspieler und kam auf nur fünf Spieleinsätze, weshalb er am 20. Juni 2014 einen Vertrag bei Qairat Almaty bis Ende 2016 unterschrieb. Am 10. Juli 2014 gab er sein Debüt in der UEFA Europa League im Qualifikationsspiel gegen den FK Kukësi aus Albanien, als er in der 91. Minute für Bauyrschan Islamchan eingewechselt wurde.

### Nationalmannschaft
Sein U-17-Nationalmannschaft-Debüt gab Li am 21. September 2010 im Qualifikationsspiel der U-17-Europameisterschaft gegen Rumänien. Im Spiel gegen Weißrussland am 23. September erzielte er die beiden einzigen Tore für Kasachstan, die auch seine beiden ersten Tore für die U-17-Nationalmannschaft waren. Kasachstan verlor das Spiel mit 2:6 und wurde außerdem Gruppenletzter und somit aus dem Turnier ausgeschieden. Am 12. November 2011 absolvierte er sein erstes von insgesamt drei Spielen in der kasachischen U-19-Nationalmannschaft gegen die Schweiz. Seit 2013 steht Witali Li im Kader der kasachischen U-21-Nationalmannschaft. Seinen Einstand gab er im Qualifikationsspiel zur U-21-Europameisterschaft 2015 am 14. Oktober 2013 gegen Armenien, als er in der 68. Minute für Roman Murtasajew eingewechselt wurde.

## Erfolge
- Kasachischer Meister: 2012
- Kasachischer Pokalsieger: 2014, 2015
- Kasachischer Fußball-Supercup: 2013